# Aukopf (Ankogelgruppe)
Der Aukopf ist ein 2136 m ü. A. hoher Berg in der Ankogelgruppe der Zentralalpen im österreichischen Bundesland Salzburg.

## Lage und Umgebung
Der Gipfel des Aukopfs erhebt sich an der Grenze zwischen den Gemeinden Bad Hofgastein im Westen und Großarl im Osten sowie zwischen dem Kreuzkogel (2027 m ü. A.) im Norden und dem Laderdinger Gamskarspitz (2413 m ü. A.) im Süden. An den östlichen Hängen, in der zu Großarl gehörenden Ortschaft Bach, liegen die Almen Aigenalm und Mandlhütte. Am Aukopf entspringen der Aubach und der Harbach. Das Wetterkreuz am Berg ist ein Gedenkkreuz des Kameradschaftsbunds für Gefallene des Ersten und Zweiten Weltkriegs.

## Geologie
In geologischer Hinsicht befindet sich der Aukopf in einem von Marmor, Phyllit und Glimmerschiefer geprägten Gebiet des Tauernfensters (Penninikum).

## Fauna und Flora
Die Gamswild-Ruhezone Aukopf im Gipfelbereich darf von 1. Dezember bis 31. Mai nicht betreten werden. In der Rotwild-Ruhezone Paulhütte an den östlichen Hängen ist von 1. November bis 31. Mai der Zutritt verboten. An den östlichen Hängen in Gipfelnähe gibt es einen Bestand der Rostblättrigen Alpenrose (Rhododendron ferrugineum). Darunter schließt Grünerlen-Buschwald an, der abschnittsweise auch an den westlichen Hängen zu finden ist.